# 1969年の日本公開映画
- 映画 > 映画の一覧 > 年度別日本公開映画 > 1969年の日本公開映画
- 映画 > 1969年の映画 > 1969年の日本公開映画

1969年の日本公開映画（1969ねんのにほんこうかいえいが）では、1969年（昭和44年）1月1日から同年12月31日までに日本で商業公開された映画の一覧を記載。作品名の右の丸括弧内は製作国を示す。
記載の凡例については年度別日本公開映画#凡例を参照

## 作品一覧

### 1月
- 1日
  - クレージーのぶちゃむくれ大発見 （ 日本）
  - フレッシュマン若大将 （ 日本）
- 3日
  - 宇宙大征服 （ アメリカ合衆国）
- 11日
  - ある女子高校医の記録 失神 （ 日本）
  - 青春の鐘 （ 日本）
  - 花ひらく娘たち （ 日本）
  - ローズマリーの赤ちゃん （ アメリカ合衆国）
- 15日
  - 社長えんま帖 （ 日本）
  - ドリフターズですよ!特訓特訓また特訓 （ 日本）
- 22日
  - 地獄の破門状 （ 日本）
  - 夜の牝 花と蝶 （ 日本）
- 24日
  - 華麗なる殺人 （ イタリア）
- 25日
  - 黒薔薇の館 （ 日本）

### 2月
- 1日
  - 女性上位時代（ イタリア）
- 11日
  - さいはての用心棒（ イタリア /  フランス /  スペイン）
- 15日
  - 愛のきずな （ 日本）
  - 喜劇 駅前桟橋 （ 日本）
  - マンハッタン無宿 （ アメリカ合衆国）
- 21日
  - 怒りの日 （ デンマーク）
- 22日
  - 関東おんな極道 （ 日本）
  - 博徒一代 血祭り不動 （ 日本）
  - まごころを君に （ アメリカ合衆国）
- 25日
  - 大侵略 （ イギリス）

### 3月
- 1日
  - 北日本を飛ぶ （ 日本）
  - 空爆特攻隊 （ イギリス）
  - 風林火山 （ 日本）
  - セメントの女（ アメリカ合衆国）
- 6日
  - 昭和残侠伝 唐獅子仁義 （ 日本）
- 11日
  - 眠狂四郎悪女狩り （ 日本）
- 12日
  - 帰って来たドラキュラ （ イギリス）
- 15日
  - 代紋 男で死にたい （ 日本）
  - 脱走山脈 （ イギリス /  アメリカ合衆国）
  - 無頼 殺せ （ 日本）
- 21日
  - ガメラ対大悪獣ギロン （ 日本）
  - 恋のつむじ風 （ 日本）
  - 小びとの森の物語 （ アメリカ合衆国）
  - 涙の季節 （ 日本）
- 29日
  - さくら盃 義兄弟 （ 日本）
  - 昇り竜 鉄火肌 （ 日本）
  - ミラノの銀行強盗 （ イタリア）
  - ザ・テンプターズ 涙のあとに微笑みを（日本）

### 4月
- 5日
  - 栄光の座 （ アメリカ合衆国）
  - マッケンナの黄金 （ アメリカ合衆国）
- 8日
  - サイレンサー/破壊部隊 （ アメリカ合衆国）
- 9日
  - 5枚のカード （ アメリカ合衆国）
- 12日
  - 霧のバラード （ 日本）
  - 殺すまで追え 新宿25時 （ 日本）
- 15日
  - 君は銃口/俺は引金 （ アメリカ合衆国）
- 16日
  - やくざ渡り鳥 悪党稼業 （ 日本）
  - 夜の牝 年上の女 （ 日本）
- 19日
  - 黄金無頼 （ イタリア /  スペイン)
  - 戦後最大の賭場 （ 日本）
  - 夜の歌謡シリーズ 長崎ブルース （ 日本）
- 25日
  - バスタード（ イタリア）
  - 女鹿 （ フランス /  イタリア）
- 26日
  - うたかたの恋 （ アメリカ合衆国）
  - おかしな二人 （ アメリカ合衆国）
  - 個人教授 （ フランス）
  - ジョアンナ （ イギリス）
- 27日
  - クレージーの大爆発 （ 日本）
  - ドリフターズですよ!全員突撃 （ 日本）

### 5月
- 1日
  - 女賭博師十番勝負 （ 日本）
  - 関東おんな悪名 （ 日本）
- 10日
  - 雨のニューオリンズ （ アメリカ合衆国）
- 14日
  - 超高層のあけぼの （ 日本）
  - ニホンザル -その群れと生活- （ 日本）
- 15日
  - ふたりだけの夜明け （ フランス）
- 17日
  - 御用金 （ 日本）
  - 続・社長えんま帖 （ 日本）
- 24日
  - 心中天網島 （ 日本）
- 27日
  - 残虐の掟 （ イタリア）
- 30日
  - 世界殺人公社 （ イギリス）
- 31日
  - 鬼の棲む館 （ 日本）
  - 狂ったメス （ イギリス）
  - 殺しのダンディー （ アメリカ合衆国）
  - 日本侠客伝 花と龍 （ 日本）
  - 秘剣破り （ 日本）

### 6月
- 1日
  - 風の無法者 （ イタリア /  西ドイツ）
- 10日
  - 想い出よ、今晩は! （ アメリカ合衆国）
- 14日
  - アフリカ大空輸 （ アメリカ合衆国）
  - 暗殺 （ アメリカ合衆国）
  - 千夜一夜物語 （ 日本）
  - プレイタイム （ フランス）
- 21日
  - レッド・ムーン （ アメリカ合衆国）
- 27日
  - 温泉ポン引女中 （ 日本）
  - やくざ刑罰史 私刑! （ 日本）
- 28日
  - 残酷おんな私刑 （ 日本）
  - 博徒無情 （ 日本）

### 7月
- 8日
  - 群衆の中の殺し屋 （ イギリス /  アメリカ合衆国）
  - 日本暴力団 組長 （ 日本）
  - 夜の歌謡シリーズ 港町ブルース （ 日本）
- 12日
  - あゝ海軍 （ 日本）
  - カラマーゾフの兄弟 （ ソビエト連邦）
  - ザ・タイガース ハーイ!ロンドン （ 日本）
  - ニュージーランドの若大将 （ 日本）
  - 与太郎戦記 （ 日本）
  - 世にも怪奇な物語 （ フランス）
- 19日
  - 野にかける白い馬のように（ イギリス）
  - モンテカルロ・ラリー（ イギリス /  フランス /  イタリア）
- 23日
  - バギー万才!! （ アメリカ合衆国）
- 26日
  - 緯度0大作戦 （ 日本 /  アメリカ合衆国）
  - 巨人の星 （ 日本）
  - 広域暴力 流血の縄張 （ 日本）
  - やくざ非情史 刑務所兄弟 （ 日本）
- 31日
  - 日本女侠伝 侠客芸者 （ 日本）

### 8月
- 2日
  - できごと （ イギリス）
- 9日
  - 大頭脳 （ フランス /  イタリア /  アメリカ合衆国）
  - 人斬り （ 日本）
  - ワイルドバンチ （ アメリカ合衆国）
- 13日
  - コント55号 人類の大弱点 （ 日本）
  - 日本海大海戦 （ 日本）
- 16日
  - 慕情のひと （ スウェーデン）
- 23日
  - 0の決死圏 （ アメリカ合衆国 /  イギリス）
  - 戦場のガンマン （ イタリア）
  - ファウスト悪のたのしみ （ アメリカ合衆国）
  - 別離 （ フランス /  イタリア）
  - 夜霧の恋人たち （ フランス）
- 27日
  - 男はつらいよ （ 日本）
- 30日
  - フランケンシュタイン 恐怖の生体実験 （ イギリス /  アメリカ合衆国）

### 9月
- 6日
  - さよならコロンバス （ アメリカ合衆国）
  - 組織暴力 兄弟盃 （ 日本）
  - 太陽を盗め （ イギリス /  アメリカ合衆国）
  - 必殺 博奕打ち （ 日本）
  - 豹/ジャガー （ イタリア /  スペイン /  アメリカ合衆国）
- 13日
  - 薔薇の葬列 （ 日本）
- 20日
  - カロリーナ （ アメリカ合衆国 /  イタリア）
- 23日
  - 殺しが静かにやって来る （ フランス /  イタリア）
- 26日
  - 空軍大戦略 （ イギリス /  西ドイツ /  アメリカ合衆国）
- 27日
  - 愛と死と （ フランス）
  - 奇々怪々 俺は誰だ?! （ 日本）
  - フィクサー （ アメリカ合衆国）

### 10月
- 4日
  - ウエスタン （ イタリア /  アメリカ合衆国）
  - 関東おんなド根性 （ 日本）
  - 眠狂四郎円月殺法 （ 日本）
  - 秘密の儀式 （ アメリカ合衆国 /  イギリス）
- 8日
  - 傷害恐喝 前科十三犯 （ 日本）
  - やくざ非情史 血の盃 （ 日本）
- 15日
  - 荒い海 （ 日本）
  - 日本暗殺秘録 （ 日本）
- 18日
  - アルフレッド大王 （ イギリス）
- 31日
  - さすらいの青春 （ フランス）

### 11月
- 1日
  - あゝ陸軍隼戦闘隊 （ 日本）
  - 大反撃 （ アメリカ合衆国）
  - 二代目若親分 （ 日本）
  - 日本一の断絶男 （ 日本）
  - 水戸黄門漫遊記 （ 日本）
- 15日
  - アレキサンドリア物語 （ アメリカ合衆国）
  - 女賭博師花の切り札 （ 日本）
  - 五人の軍隊 （ イタリア）
  - 続・男はつらいよ （ 日本）
  - 天狗党 （ 日本）
- 18日
  - 関東テキヤ一家 （ 日本）
- 20日
  - 日本暴力団 組長と刺客 （ 日本）
  - 夜の歌謡シリーズ おんな （ 日本）
- 21日
  - 火曜日ならベルギーよ （ アメリカ合衆国）
- 22日
  - さらば恋の日 （ イタリア）
- 26日
  - ミス・ブロディの青春（英語版） （ イギリス）
- 28日
  - 昭和残侠伝 人斬り唐獅子 （ 日本）

### 12月
- 5日
  - 夕なぎ （ イギリス）
- 6日
  - 野獣の復活 （ 日本）
  - 娘ざかり （ 日本）
- 9日
  - 夕陽に立つ保安官 （ アメリカ合衆国）
- 11日
  - 悪女のたわむれ （ アメリカ合衆国）
- 20日
  - サボテンの花 （ アメリカ合衆国）
  - ジェフ （ フランス /  イタリア）
  - ジョンとメリー （ アメリカ合衆国）
  - チップス先生さようなら ( アメリカ合衆国)
  - 東宝チャンピオンまつり （ 日本）
    - 巨人の星 行け行け飛雅馬
    - ゴジラ・ミニラ・ガバラ オール怪獣大進撃
    - コント55号 宇宙大冒険

  - 眠狂四郎 卍斬り （ 日本）
  - ネレトバの戦い （ ユーゴスラビア /  西ドイツ /  イタリア）
  - 秘録怪猫伝 （ 日本）
  - ラブ・バッグ （ アメリカ合衆国）
- 23日
  - ネモ船長と海底都市 （ イギリス /  アメリカ合衆国）
- 27日
  - 悪名一番勝負 （ 日本）
  - 女王陛下の007 （ イギリス /  アメリカ合衆国）
- 28日
  - 夜霧のモントリオール （ カナダ）
- 31日
  - 嵐の勇者たち （ 日本）
  - 華やかな女豹 （ 日本）